# 沈阳奥林匹克体育中心
瀋陽奧林匹克體育中心（或稱瀋陽奧體中心、瀋陽奧林匹克體育中心五里河體育場）（Shenyang Olympic Sports Center），位于辽宁省沈阳市浑南区浑南中路30号，是2008年北京奧運足球专项分組賽的比賽場地之一，也是第12届全运会开幕式及部分项目的举办地点。体育场副名称“五里河体育场”来源于2007年被爆破拆除的瀋陽五里河體育場。
沈阳奥体中心占地面積43萬平方米，總建築面積26萬平方米，當中包括了草地足球場、田徑場、游泳館(包括游泳池、花樣游泳池、兩個跳水池、水球場的比賽場和訓練場)與網球館，体育场可容納60,000人。
- 奥体中心
- 内景

## 主要活動
瀋陽奧林匹克體育中心五里河體育場經常作為各類演出及商業演唱會及體育的舉辦場地。

### 體育比賽
沈阳奥体中心曾先后作为沈阳东进、沈阳中泽（含前身沈阳沈北）、辽宁沈阳宏运及辽宁铁人四间俱乐部的主场使用。最近一个以沈阳奥体中心为主场的俱乐部为辽宁铁人，其于2024年4月6日至2025年5月11日以该球场作为主场进行中甲联赛比赛。
2025年5月起，由于辽宁铁人队主场计划搬迁至沈阳铁西体育场，沈阳奥体中心将暂不作为足球比赛主场使用。
- 2024年6月6日，2026年國際足联世界杯预选赛亞洲區第二轮，中国队对阵泰国队

### 文娛演出
- 2009年4月22日，劉德華《Wonderful World 中國巡迴演唱會》（瀋陽站）
- 2009年8月28日，周杰倫《2009年世界巡迴演唱會》（瀋陽最終站）
- 2010年9月8日，王力宏《MUSIC-MAN世界巡迴演唱會》（瀋陽站）
- 2010年9月30日，那英《那20年世界巡迴演唱會》（瀋陽站）
- 2011年6月19日，張學友《1/2世紀世界巡迴演唱會》（瀋陽站）
- 2011年8月27日，周杰倫《超時代世界巡迴演唱會》（瀋陽站）
- 2014年7月12日，汪峰《峰暴來臨超級巡迴演唱會》（瀋陽站）
- 2014年8月30日，陳奕迅《EASON's LIFE 世界巡迴演唱會》（瀋陽站）
- 2014年10月10日，鄧紫棋《G.E.M. X.X.X. Live 世界巡迴演唱會》（瀋陽站）
- 2015年5月16日，周華健《今天唱什麼世界巡迴演唱會》（瀋陽站）
- 2015年7月4日，張惠妹《烏托邦世界巡城演唱會》（瀋陽站）
- 2015年9月12日，周杰倫《魔天倫2世界巡迴演唱會》（瀋陽站）
- 2016年10月15日，陳奕迅《ANOTHER EASON's LIFE 世界巡迴演唱會》（瀋陽站）
- 2017年6月2-3日，周杰倫《地表最強世界巡迴演唱會》（瀋陽站）
- 2018年5月26日，五月天《LIFE人生無限公司巡迴演唱會》（瀋陽站）[2]
- 2018年6月30-7月1日，張學友《A CLASSIC TOUR 學友.經典世界巡迴演唱會》（瀋陽站）
- 2019年5月11日，林俊傑《聖所2.0世界巡迴演唱會》（瀋陽站）
- 2019年6月15日，张杰《“未·LIVE”全球巡回演唱会》（沈阳站）
- 2019年6月29日，王力宏《龍的傳人2060世界巡迴演唱會》（瀋陽站）
- 2023年9月2-3日，薛之谦《天外來物巡迴演唱會》（沈阳站）
- 2023年7月14-17日，五月天《好好好想見到你演唱會》（瀋陽站）
- 2024年5月2日，郭富城《郭富城舞林星傳世界巡迴演唱會》（瀋陽站）[3]
- 2024年6月29日，蔡依林《Ugly Beauty巡迴演唱會》（瀋陽站）
- 2024年9月7日，周深《2024周深9.29Hz巡回演唱会》（瀋陽站）[3]
- 2024年10月12日，張惠妹《ASMR MAX世界巡迴演唱會》（瀋陽站）[3]
- 2025年4月26日，周传雄《念念不忘巡回演唱会》（瀋陽站）
- 2025年5月24日，李荣浩《黑馬世界巡迴演唱會》（瀋陽站）
- 2025年5月31日，小沈阳《“你们的”巡回演唱会》（瀋陽站）
- 2025年6月13-15日，汪苏泷《“十万伏特2.0”巡回演唱会》（瀋陽站）
- 2025年6月28日，华晨宇《2025火星演唱会》（瀋陽站）

## 交通接驳
- 地铁：奥体中心站（2号线、9号线）、天成街站（9号线）
- 有轨电车：浑南有轨电车1号线、浑南有轨电车5号线

## 外部連結
- 官方網頁 （页面存档备份，存于）

| 前任： 济南奥林匹克体育中心体育场 济南 | 中华人民共和国全国运动会 开幕式场地 第十二届（2013年） | 繼任： 天津奥林匹克体育中心体育场 天津 |